# Владимир Полянов
Георги Иванов Тодоров, с литературен севдоним Владимир Полянов, е български писател, театрален режисьор и културен деец.
Завършва гимназия в София (1919), следва медицина в Софийския университет (1919 – 1921), в Грац (1921) и Мюнхен (1922 – 1923) и философия във Виена (1922). Завършва през 1928 г. Дипломатическо-консулския отдел на Свободния университет в София (днес УНСС) и „Режисура“ във Варшава (1939).
След Деветнадесетомайския преврат през 1934 година оглавява отдела за литература и култура на новосъздадената Дирекция на обществената обнова.
Тодоров е директор на Народния театър „Иван Вазов“ (1941 – 1944), режисьор в театрите в Бургас (1946 – 1947), Русе (1947), Младежкия театър в София (1947 – 1951), театрите в Пловдив (1951 – 1957), Перник (1961 – 1963), Сливен (1961 – 1963), Разград (1963 – 1965) и Смолян (1965 – 1970).
Георги Тодоров е сред основателите и секретар (1926 – 1932) на Българския ПЕН клуб.
Виден представител е на българския експресионизъм (наричан от критиката „диаболизъм“) – литературна група, към която принадлежи и младият Светослав Минков. Дебютира със сборника разкази „Смърт“ (1922). Романът му „Слънцето угаснало“ (1928) е обявен за „фашистки“ от комунистическия философ Тодор Павлов. Превежда „Най-хубавите произведения, приспособени за деца и юноши / Уилям Шекспир“ (1937).

## Произведения
- Смърт. Разкази. 1922
- Комедия на куклите. Разкази. 1923
- Момичето и тримата. Разкази. 1927
- Рицари. Разкази. 1927
- Човекът в огледалото. Драм. ескиз. 1927 (1931)
- Двете страни на медала. Комедия. 1928 (1934)
- Слънцето угаснало. Роман. 1928 (2. изд. С.: „Кралица Маб“, 1995). ISBN 954-533-003-15
- Четири разказа. 1928 (1933)
- Вик. Роман. (1933)
- Черните не стават бели. Роман. 1932
- Звезди в прозореца. Разкази. 1935
- Гладният вълк. Роман. 1936
- Бащи и синове. Драма. 1937 (1938, 1948, 1962)
- Крали Марко. Очерк по народни мотиви. 1937
- От крилатия змей до самолета. Кратка история на въздухоплаването. 1938 (1948)
- Ероика. Драма. 1940
- Веднъж тъй, после тъй. Комедия. 1948
- Случаят Иван Андреев. Повести и разкази. 1978
- Хроника на узряването. Роман. 1979
- Срещи по дългия път. Мемоарни импресии. 1984
- Пътеки през неуловимото. Разкази, миниатюри. 1986
- Вик. Повести и новели. Ранни диаболистични разкази. 1989
- Диаболични повести и разкази. 1990
- Зад завесата на театъра, литературата и обществения живот. Спомени за събития и личности. 1905 – 1945. С.: Университетско изд. Св. Климент Охридски и „Кралица Маб“, 1997. ISBN 954-07-1061-8